# Country-Musik 1995
Die Liste bietet eine Übersicht über das Jahr 1995 im Genre Country-Musik.

## Ereignisse
- 31. Dezember: Der Pay-TV-Sender Great American Country wird von Jones Radio Network gestartet. Dabei handelt es sich um die erste ernsthafte Konkurrenz zu CMT.[1]

## Top Hits des Jahres

### Jahres-End-Charts
Dies ist die Top 10 der Year-End-Charts, die vom Billboard-Magazin erhoben wurde.
1. That’s As Close as I’ll Get to Loving You – Aaron Tippin
2. Tall Tall Trees – Alan Jackson
3. The Car – Jeff Carson
4. Can't Be Really Gone – Tim McGraw
5. Rebecca Lynn – Bryan White
6. Life Gets Away – Clint Black
7. Check Yes or No – George Strait
8. Deep Down – Pam Tillis
9. It Matters to Me – Faith Hill
10. In Pictures – Alabama

### Nummer-1-Hits
- 14. Januar – Not a Moment Too Soon – Tim McGraw
- 28. Januar – Gone Country – Alan Jackson
- 4. Februar – Mi Vida Loca (My Crazy Life) – Pam Tillis
- 18. Februar – My Kind of Girl – Collin Raye
- 25. Februar – Old Enough to Know Better – Wade Hayes
- 11. März – You Can't Make a Heart Love Somebody – George Strait
- 18. März – This Woman and This Man – Clay Walker
- 1. April – Thinkin' About You – Trisha Yearwood
- 15. April – The Heart is a Lonely Hunter – Reba McEntire
- 22. April – I Can Love You Like That – John Michael Montgomery
- 29. April – Little Miss Honky Tonk – Brooks & Dunn
- 6. Mai – I Can Love You Like That – John Michael Montgomery'
- 20. Mai – Gonna Get a Life – Mark Chesnutt
- 27. Mai – What Mattered Most – Ty Herndon
- 3. Juni – Summer's Comin‘ – Clint Black
- 24. Juni – Texas Tornado – Tracy Lawrence
- 1. Juli – Sold (The Grundy County Auction Incident) – John Michael Montgomery
- 22. Juli – Any Man of Mine – Shania Twain
- 5. August – I Don't Even Know Your Name – Alan Jackson
- 12. August – I Didn't Know My Own Strength – Lorrie Morgan
- 19. August – You're Gonna Miss Me When I'm Gone – Brooks & Dunn
- 2. September – Not on Your Love – Jeff Carson
- 9. September – Someone Else's Star – Bryan White
- 16. September – I Like It, I Love It – Tim McGraw
- 21. Oktober – She's Every Woman – Garth Brooks
- 28. Oktober – Dust on the Bottle – David Lee Murphy
- 11. November – Check Yes or No – George Strait
- 9. Dezember – Tall, Tall Trees – Alan Jackson
- 23. Dezember – That's as Close as I'll Get to Loving You – Aaron Tippin

### Weitere Hits
Die Auswahl beschränkt sich auf Songs, die in den Country-Billboard-Charts in die Top 20 gekommen sind.
| US | Single                                        | Interpret                     |
| -- | --------------------------------------------- | ----------------------------- |
| 3  | Adalida                                       | George Strait                 |
| 8  | All I Need to Know                            | Kenny Chesney                 |
| 4  | Amy's Back in Austin                          | Little Texas                  |
| 2  | And Still                                     | Reba McEntire                 |
| 2  | As Any Fool Can See                           | Tracy Lawrence                |
| 4  | Back in Your Arms Again                       | Lorrie Morgan                 |
| 3  | Bend It Until It Breaks                       | John Anderson                 |
| 11 | Between an Old Memory and Me                  | Travis Tritt                  |
| 15 | Big Ol' Truck                                 | Toby Keith                    |
| 6  | Bobbie Ann Mason                              | Rick Trevino                  |
| 7  | The Box                                       | Randy Travis                  |
| 16 | Bubba Hyde                                    | Diamond Rio                   |
| 2  | Can't Be Really Gone                          | Tim McGraw                    |
| 3  | The Car                                       | Jeff Carson                   |
| 20 | Clown in Your Rodeo                           | Kathy Mattea                  |
| 4  | Darned If I Don't (Danged If I Do)            | Shenandoah                    |
| 5  | Doctor Time                                   | Rick Trevino                  |
| 10 | Don't Stop                                    | Wade Hayes                    |
| 10 | Down in Flames                                | BlackHawk                     |
| 13 | Faith in Me, Faith in You                     | Doug Stone                    |
| 6  | Fall in Love                                  | Kenny Chesney                 |
| 19 | Finish What We Started                        | Diamond Rio                   |
| 5  | The First Step                                | Tracy Byrd                    |
| 3  | For a Change                                  | Neal McCoy                    |
| 3  | Give Me One More Shot                         | Alabama                       |
| 14 | Go Rest High on That Mountain                 | Vince Gill                    |
| 2  | Goin' Through the Big D                       | Mark Chesnutt                 |
| 6  | Halfway Down                                  | Patty Loveless                |
| 13 | Hard Lovin' Woman                             | Mark Collie                   |
| 4  | Here I Am                                     | Patty Loveless                |
| 4  | I Don't Believe in Goodbye                    | Sawyer Brown                  |
| 15 | I Got It Honest                               | Aaron Tippin                  |
| 2  | I Let Her Lie                                 | Daryle Singletary             |
| 4  | I Think About It All the Time                 | John Berry                    |
| 9  | I Wanna Go Too Far                            | Trisha Yearwood               |
| 7  | I Want My Goodbye Back                        | Ty Herndon                    |
| 16 | I Was Blown Away                              | Pam Tillis                    |
| 15 | I Will Always Love You                        | Dolly Parton & Vince Gill     |
| 7  | I'll Never Forgive My Heart                   | Brooks & Dunn                 |
| 2  | I'm Not Strong Enough to Say No               | BlackHawk                     |
| 5  | I'm Still Dancin' with You                    | Wade Hayes                    |
| 16 | If I Was a Drinkin' Man                       | Neal McCoy                    |
| 4  | If I Were You                                 | Collin Raye                   |
| 2  | If the World Had a Front Porch                | Tracy Lawrence                |
| 18 | If You're Gonna Walk, I'm Gonna Crawl         | Sammy Kershaw                 |
| 3  | In Between Dances                             | Pam Tillis                    |
| 4  | In Pictures                                   | Alabama                       |
| 2  | The Keeper of the Stars                       | Tracy Byrd                    |
| 7  | Lead On                                       | George Strait                 |
| 5  | Let's Go to Vegas                             | Faith Hill                    |
| 4  | Life Gets Away                                | Clint Black                   |
| 5  | Life Goes On                                  | Little Texas                  |
| 9  | Lipstick Promises                             | George Ducas                  |
| 2  | A Little Bit of You                           | Lee Roy Parnell               |
| 7  | Little Houses                                 | Doug Stone                    |
| 11 | Look What Followed Me Home                    | David Ball                    |
| 9  | Love Lessons                                  | Tracy Byrd                    |
| 15 | Mississippi Moon                              | John Anderson                 |
| 16 | My Heart Will Never Know                      | Clay Walker                   |
| 9  | Night Is Fallin' in My Heart                  | Diamond Rio                   |
| 3  | No Man's Land                                 | John Michael Montgomery       |
| 20 | Nothing                                       | Dwight Yoakam                 |
| 20 | On My Own                                     | Reba McEntire                 |
| 2  | One Boy, One Girl                             | Collin Raye                   |
| 2  | One Emotion                                   | Clint Black                   |
| 6  | Party Crowd                                   | David Lee Murphy              |
| 5  | Refried Dreams                                | Tim McGraw                    |
| 4  | Safe in the Arms of Love                      | Martina McBride               |
| 2  | She Ain't Your Ordinary Girl                  | Alabama                       |
| 3  | Should've Asked Her Faster                    | Ty England                    |
| 2  | So Help Me Girl                               | Joe Diffie                    |
| 7  | Sometimes She Forgets                         | Travis Tritt                  |
| 7  | Somewhere in the Vicinity of the Heart        | Shenandoah & Alison Krauss    |
| 6  | Song for the Life                             | Alan Jackson                  |
| 2  | Standing on the Edge of Goodbye               | John Berry                    |
| 8  | Stay Forever                                  | Hal Ketchum                   |
| 2  | Tell Me I Was Dreaming                        | Travis Tritt                  |
| 6  | Tender When I Want to Be                      | Mary Chapin Carpenter         |
| 8  | Tequila Talkin‘                               | Lonestar                      |
| 3  | That Ain't My Truck                           | Rhett Akins                   |
| 10 | That's How You Know (When You're in Love)     | Lari White                    |
| 7  | That's Just About Right                       | BlackHawk                     |
| 3  | They're Playin' Our Song                      | Neal McCoy                    |
| 5  | This Is Me                                    | Randy Travis                  |
| 6  | This Is Me Missing You                        | James House                   |
| 11 | (This Thing Called) Wantin' and Havin' It All | Sawyer Brown                  |
| 2  | This Time                                     | Sawyer Brown                  |
| 2  | Till You Love Me                              | Reba McEntire                 |
| 18 | Trouble                                       | Mark Chesnutt                 |
| 10 | Upstairs Downtown                             | Toby Keith                    |
| 15 | Walking to Jerusalem                          | Tracy Byrd                    |
| 16 | What'll You Do About Me                       | Doug Supernaw                 |
| 3  | When You Say Nothing at All                   | Alison Krauss & Union Station |
| 3  | Wherever You Go                               | Clint Black                   |
| 4  | Which Bridge to Cross (Which Bridge to Burn)  | Vince Gill                    |
| 5  | Whiskey Under the Bridge                      | Brooks & Dunn                 |
| 2  | Who Needs You Baby                            | Clay Walker                   |
| 2  | You Ain't Much Fun                            | Toby Keith                    |
| 4  | You and Only You                              | John Berry                    |
| 2  | You Better Think Twice                        | Vince Gill                    |
| 5  | You Don't Even Know Who I Am                  | Patty Loveless                |
| 4  | You Have the Right to Remain Silent           | Perfect Stranger              |

## Alben

### Jahres-End-Charts
Dies ist die Top 10 der Year-End-Charts, die vom Billboard-Magazin erhoben wurde.
1. Fresh Horses – Garth Brooks
2. The Greatest Hits Collection – Alan Jackson
3. The Woman in Me – Shania Twain
4. Souvenirs – Vince Gill
5. Starting Over – Reba McEntire
6. All I Want – Tim McGraw
7. The Hits – Garth Brooks
8. Games Rednecks Play – Jeff Foxworthy
9. Strait Out of the Box – George Strait
10. It Matters to Me – Faith Hill

### Nummer-1-Alben
- 7. Januar – The Hits – Garth Brooks
- 15. April – John Michael Montgomery – John Michael Montgomery
- 15. Juli – The Hits – Garth Brooks
- 22. Juli – The Woman in Me – Shania Twain
- 7. Oktober – All I Want – Tim McGraw
- 21. Oktober – Starting Over – Reba McEntire
- 4. November – All I Want – Tim McGraw
- 11. November – The Greatest Hits Collection – Alan Jackson
- 9. Dezember – Fresh Horses – Garth Brooks

### Weitere Alben
Die Auswahl beschränkt sich auf Alben, die in den Country-Billboard-Charts in die Top 20 gekommen sind.
| US | Album                                       | Artist                       | Record Label      |
| -- | ------------------------------------------- | ---------------------------- | ----------------- |
| 25 | All of This Love                            | Pam Tillis                   | Arista Nashville  |
| 13 | Come Together: America Salutes The Beatles  | Various Artists              | Liberty           |
| 8  | Dwight Live                                 | Dwight Yoakam                | Reprise           |
| 5  | Gone                                        | Dwight Yoakam                | Reprise           |
| 17 | Greatest Hits                               | Little Texas                 | Warner Bros.      |
| 5  | Greatest Hits                               | Lorrie Morgan                | BNA               |
| 5  | Greatest Hits 1990–1995                     | Sawyer Brown                 | Curb              |
| 3  | Greatest Hits: From the Beginning           | Travis Tritt                 | Warner Bros.      |
| 1  | The Greatest Hits Collection                | Alan Jackson                 | Arista Nashville  |
| 12 | Have Yourself a Tractors Christmas          | The Tractors                 | Arista Nashville  |
| 19 | The Hits Chapter 1                          | Sammy Kershaw                | Mercury/PolyGram  |
| 14 | Hog Wild                                    | Hank Williams, Jr.           | Curb/Warner Bros. |
| 10 | Hypnotize the Moon                          | Clay Walker                  | Giant             |
| 5  | I Think About You                           | Collin Raye                  | Epic              |
| 12 | In Pictures                                 | Alabama                      | RCA Nashville     |
| 13 | Life Is Good                                | Emilio Navaira               | Capitol Nashville |
| 11 | Lonestar                                    | Lonestar                     | BNA               |
| 17 | Looking for the Light                       | Rick Trevino                 | Columbia          |
| 6  | Love Lessons                                | Tracy Byrd                   | MCA Nashville     |
| 9  | Music for All Occasions                     | The Mavericks                | MCA Nashville     |
| 13 | NASCAR: Runnin' Wide Open                   | Various Artists              | Columbia          |
| 2  | Now That I've Found You: A Collection       | Alison Krauss                | Rounder           |
| 19 | Old Enough to Know Better                   | Wade Hayes                   | Columbia          |
| 12 | One                                         | George Jones & Tammy Wynette | MCA Nashville     |
| 10 | Out with a Bang                             | David Lee Murphy             | MCA Nashville     |
| 19 | The Redneck Test Volume 43                  | Jeff Foxworthy               | Laughing Hyena    |
| 42 | The Road Goes on Forever                    | The Highwaymen               | Columbia          |
| 10 | Something Special                           | Dolly Parton                 | Columbia          |
| 12 | Standing on the Edge                        | John Berry                   | Patriot/Liberty   |
| 4  | Strong Enough                               | BlackHawk                    | Arista Nashville  |
| 13 | Terri Clark                                 | Terri Clark                  | Mercury/PolyGram  |
| 3  | Thinkin' About You                          | Trisha Yearwood              | MCA Nashville     |
| 10 | This Thing Called Wantin' and Havin' It All | Sawyer Brown                 | Curb              |
| 12 | Tool Box                                    | Aaron Tippin                 | RCA Nashville     |
| 13 | Ty England                                  | Ty England                   | RCA Nashville     |
| 9  | What Mattered Most                          | Ty Herndon                   | Epic              |
| 17 | Wild Angels                                 | Martina McBride              | RCA Nashville     |
| 10 | You Gotta Love That                         | Neal McCoy                   | Atlantic          |
| 7  | You Have the Right to Remain Silent         | Perfect Stranger             | Curb              |

## Geboren
- 27. Juni: Colter Wall
- 7. Juli: Taylor Kerr, Mitglied von Maddie & Tae[4]
- 18. September: Maddie Font, Mitglied von Maddie & Tae[4]

## Gestorben
- 15. Januar: John Victor Willis. 67, Mitglied der Willis Brothers
- 25. Mai: Dick Curless. 63, Country-Sänger (A Tombstone Every Mile)
- 25. Juli: Charlie Rich, 62, Grammy-Award-Preisträger
- 20. November: Curly Fox. 85, Teil des Comedy-Duos Curly Fox and Texas Ruby[5]

## Neue Mitglieder der Hall of Fames

### International Bluegrass Music Hall of Fame
- Jimmy Martin (1927–2005)

### Country Music Hall of Fame
- Roger Miller (1936–1992)
- Jo Walker-Meador (* 1924)

### Canadian Country Music Hall of Fame
- Gene MacLellan (1938–1995)
- Stan Klees

### Nashville Songwriters Hall of Fame
- Waylon Jennings (1937–2002)
- Dickey Lee (* 1936)
- Dave Loggins

## Bedeutende Auszeichnungen

### Grammys
- Best Female Country Vocal Performance – Mary Chapin Carpenter – Shut Up And Kiss Me
- Best Male Country Vocal Performance – Vince Gill – When Love Finds You
- Best Country Performance By A Duo Or Group – Asleep At The Wheel – Blues For Dixie
- Best Country Collaboration With Vocals – Aaron Neville & Trisha Yearwood – I Fall To Pieces
- Best Country Instrumental Performance – Chet Atkins – Young Thing
- Best Country Song – Frank J. Myers & Gary Baker – I Swear
- Best Country Album – Mary Chapin Carpenter – Stones In The Road
- Best Bluegrass Album – Jerry Douglas – The Great Dobro Sessions[6]

### Academy of Country Music Awards
- Entertainer Of The Year – Reba McEntire
- Song Of The Year – I Swear – John Michael Montgomery – Gary Baker, Frank Myers
- Single Of The Year – I Swear – John Michael Montgomery
- Album Of The Year – Not A Moment Too Soon – Tim McGraw
- Top Male Vocalist – Alan Jackson
- Top Female Vocalist – Reba McEntire
- Top Vocal Duo – Brooks & Dunn
- Top Vocal Group – The Mavericks
- Top New Male Vocalist – Tim McGraw
- Top New Female Vocalist – Chely Wright
- Top New Vocal Duo Or Group – The Mavericks
- Video Of The Year – The Red Strokes – Garth Brooks

### ARIA Awards
- Best Country Album – Beyond the Dancing – Troy Cassar-Daley

### Canadian Country Music Association
- Bud Country Fans' Choice Award – Michelle Wright
- Male Artist of the Year – Charlie Major
- Female Artist of the Year – Shania Twain
- Group or Duo of the Year – Prairie Oyster
- SOCAN Song of the Year – Whose Bed Have Your Boots Been Under?, Shania Twain
- Single of the Year – Any Man of Mine, Shania Twain
- Album of the Year – The Woman in Me, Shania Twain
- Top Selling Album – The Hits, Garth Brooks
- Video of the Year – Any Man of Mine, Shania Twain
- Vista Rising Star Award – Farmer's Daughter
- Vocal Collaboration of the Year – Jim Witter and Cassandra Vasik

### Country Music Association Awards
- Entertainer of the Year – Alan Jackson
- Song Of The Year – Independence Day – Gretchen Peters
- Single Of The Year – When You Say Nothing At All – Alison Krauss & Union Station
- Album Of The Year – When Fallen Angels Fly – Patty Loveless
- Male Vocalist Of The Year – Vince Gill
- Female Vocalist Of The Year – Alison Krauss
- Vocal Duo Of The Year – Brooks & Dunn
- Vocal Group Of The Year – The Mavericks
- Musician Of The Year – Mark O’Connor
- Horizon Award – Alison Krauss
- Vocal Event Of The Year – Shenandoah mit Alison Krauss – Somewhere In The Vicinity Of The Heart
- Music Video Of The Year – Baby Likes To Rock It – The Tractors

### Juno Awards
- Country Male Vocalist of the Year – Charlie Major
- Country Female Vocalist of the Year – Shania Twain
- Country Group or Duo of the Year – Prairie Oyster

### Billboard Music Awards
- Top Country Artist – John Michael Montgomery
- Top Country Album –  The Hits – Garth Brooks

### RPM Big Country Awards
- Canadian Country Artist of the Year – Charlie Major
- Best Country Album –  Only One Moon, Prairie Oyster
- Best Country Single –  Such a Lonely One, Prairie Oyster
- Male Artist of the Year – Charlie Major
- Female Artist of the Year – Michelle Wright
- Group of the Year – Prairie Oyster
- Outstanding New Artist – Shania Twain
- Top Country Composer(s) – Jim Witter and Johnny Douglas

### American Music Awards
- Favorite Country Male Artist – Garth Brooks
- Favorite Country Female Artist – Reba McEntire
- Favorite Country Band/Duo/Group – Alabama
- Favorite Country Album – Read My Mind – Reba McEntire
- Favorite Country Song – Whenever You Come Around – Vince Gill
- Favorite Country New Artist – Tim McGraw